# جلیل زندی
جلیل زندی (۱۲ اردیبهشت ۱۳۳۰ – ۱۲ فروردین ۱۳۸۰) سرتیپ دوم خلبان اف-۴ فانتوم ۲ و اف-۱۴ تامکت نیروی هوایی ارتش ایران و معاون طرح و برنامه آن نیرو بود. سوابق رزمی او، او را به‌عنوان یکی از موفق‌ترین خلبانان در نبردهای هوا به هوا در درگیری معرفی می‌کند، و همچنین وی را به‌عنوان یکی از موفق‌ترین تک‌خال‌های ایرانی تبدیل کرده است.وی از نظر تعداد پیروزی های هوایی برترین خلبان تامکت است هرچند منابع رسمی از سوی نیروی هوایی جمهوری اسلامی ایران هیچگاه آمار شکار ها و تلفات خود را به صورت کامل منتشر نکردند.

## زندگی‌نامه
جلیل زندی در تاریخ ۱۲ اردیبهشت ماه سال ۱۳۳۰ در گرمسار زاده شد. پدرش «عزت‌الله زندی»؛ تکنسین راه‌آهن و زادهٔ روستای لجران و مادرش «گوهرتاج فولادی»؛ خانه‌دار و از اهالی شهر گرمسار بود. جلیل به همراه خانواده‌اش تا پایان کلاس نهم دبیرستان (۱۳۴۴) در گرمسار زندگی می‌کرد و به علت انتقالی پدرش به تهران (محلهٔ خزانهٔ فرح‌آباد) نقل مکان کرد. او دورهٔ دبیرستان را در تهران، «دبیرستان وحید» واقع در محله خانی‌آباد به پایان رساند.

## نیروی هوایی ارتش

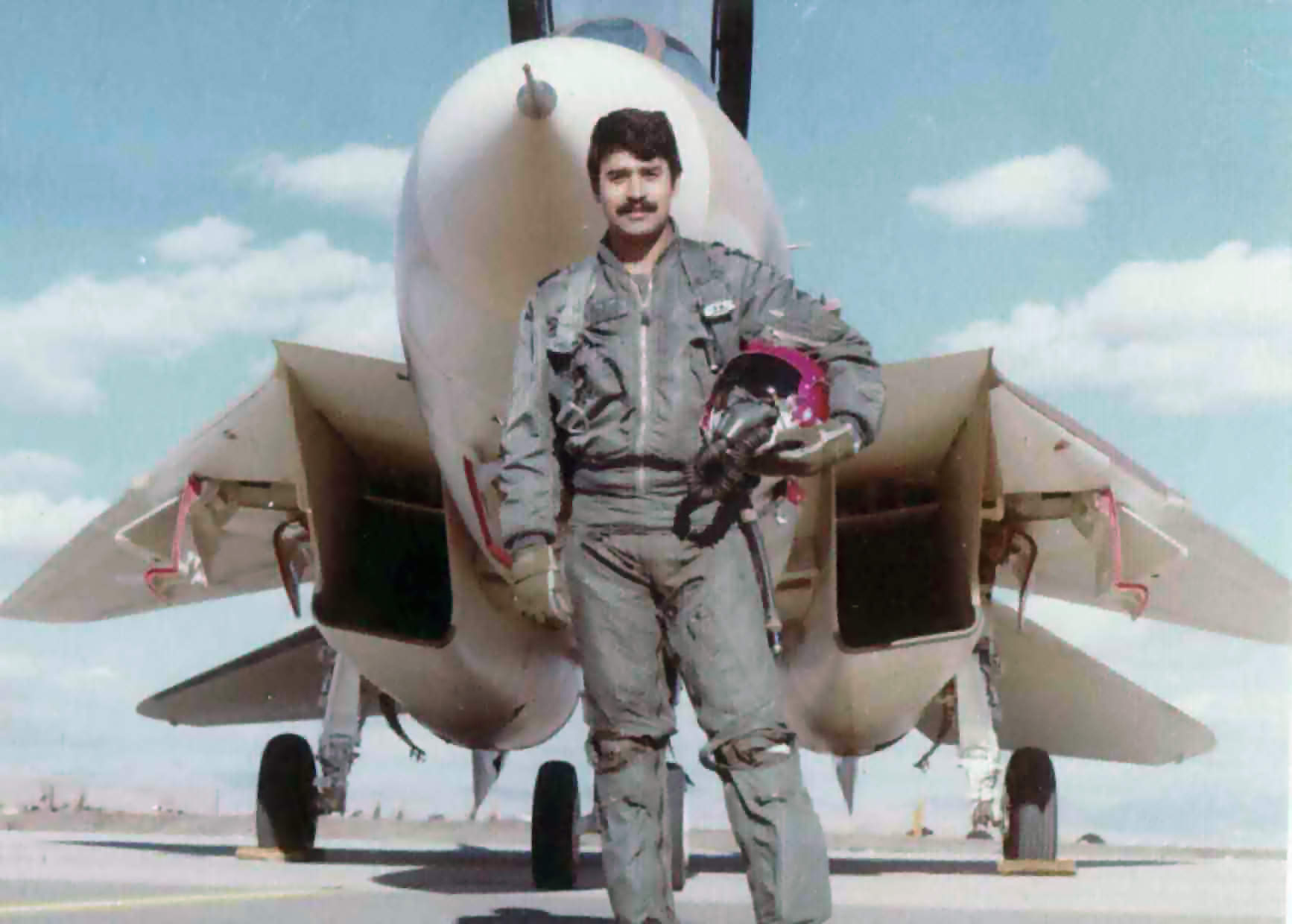

وی در سال ۱۳۴۷ دیپلم گرفت. در آن دوران در آزمون ورودی دانشگاه پهلوی شیراز در رشته مهندسی کشاورزی پذیرفته شد، ولی به علت زیادی مخارج، از رفتن به شیراز بازماند. به دلیل آن که سن اعزام به خدمت سربازی در آن دوران ۲۰ سالگی بود، باید ۲ سال دیگر صبر می‌کرد و چون بدون کارت پایان خدمت سربازی، اجازهٔ استخدام در ادارات را نداشت، به ارتش شاهنشاهی ایران پیوست.
او در اواخر سال ۱۳۴۸ به‌عنوان همافر، به نیروی هوایی ارتش شاهنشاهی ایران پیوست، اما پس از چند ماه در اوایل سال ۱۳۴۹ به علت علاقه‌ای که به خلبانی داشت، به عنوان هنرجوی خلبانی، به ایالات متحده آمریکا اعزام شد و پس از گذراندن یک دوره ۱۴ ماهه در آمریکا، به‌عنوان خلبان به ایران بازگشت.
زندی پس از بازگشت به ایران، زیر نظر شهرام رستمی، که به‌تازگی به عنوان معلم پرواز معرفی شده بود، به یادگیری پرواز با هواپیمای اف-۴ ئی پرداخت. سپس به‌عنوان خلبان جنگنده اف-۴ به همدان منتقل گردید. وی در سال ۱۳۵۶ برای گذراندن دورهٔ خلبانی اف-۱۴ انتخاب شد و از آن پس فعالیت خود را به عنوان خلبان تامکت در پایگاه هشتم شکاری در اصفهان ادامه داد.

## جنگ ایران و عراق
در نخستین روز جنگ ایران و عراق هنگامی که هواپیماهای عراقی فرودگاه مهرآباد را بمباران کردند، او برای دیدن بستگانش در تهران به سر می‌برد، که با شنیدن خبر بمباران، به اصفهان بازگشت.

### زندان
در روز ۲۳ تیر ۱۳۶۱ با مراجعه مأموران به در منزل، وی را به اتهام تمرد از یک دستور، به بازداشتگاه منتقل کردند. این اتهام به وسیله فرمانده او با نام طحانی تهیه و از کانال فرمانده وقت پایگاه شکاری اصفهان؛ عباس بابایی، به زندی نسبت داده شده بود. اندکی پس از بازداشت، برای محاکمه او را به دادگاه انقلاب تحویل دادند.
دادگاه انقلاب، جلیل زندی را به ۱۰ سال زندان محکوم کرد، که البته به درخواست فرمانده وقت نیروی هوایی؛ هوشنگ صدیق و درخواست تعدادی از خلبانان نیروی هوایی، پس از ۶ ماه از زندان آزاد گردید.
دلیل اتهام، تمرد از دستوری که به او نسبت داده شد، این بود که سرگرد طحانی از او خواسته بود تا با هواپیمای بونانزا، که هواپیمای تک‌موتورهٔ ملخ‌دار است و فاقد سیستم‌های لازم ناوبری جهت پرواز مسیرهای دور و در شب می‌باشد، به هنگام غروب در یک مأموریت به بوشهر پرواز کند و او به علت آشنا نبودن با مسیر، (بر اساس قوانین) درخواست یک راهنما را داشت و زمانی که با درخواست او مخالفت شده بود، او از انجام این دستور امتناع نمود. گزارش کتبی زندی (مبنی بر بیان دلایل و مستندات قانونی او برای عدم انجام آن مأموریت) به فرمانده وقت پایگاه هشتم شکاری یعنی عباس بابایی رسید. ارسال مدارک از سوی فرماندهٔ پایگاه هشتم شکاری اصفهان به دادگاه انقلاب اصفهان، موجب صدور حکم «۱۰ سال حبس» برای سروان زندی شد و به‌طور مشخص، مسبب اصلی زندانی شدن زندی، عباس بابایی بود.

### نبردهای هوایی
شهرت جلیل زندی به دلیل موفقیت‌های او در نبردهای هوایی متعدد با جنگندهٔ اف-۱۴ است. عمده پیروزی‌های او قابل استناد و تأییدشده توسط منابع رسمی داخلی و خارجی هستند.
وی همچنین «محمّد ریّان» پر افتخارترین خلبان جنگندهٔ عراقی را سرنگون کرده است.
در این نبردها چندین فروند از هواپیماهای عراقی از جمله میگ-۲۳، سوخو-۲۲، میگ-۲۱ و داسو میراژ اف۱ منهدم شده‌اند. جلیل زندی (به همراه فریدون مازندرانی) به‌عنوان موفق‌ترین خلبانان اف-۱۴ جهان ، شناخته شده‌اند.

## پس از جنگ
آخرین سِمَت سازمانی جلیل زندی، معاونت طرح و برنامه نیروی هوایی ارتش جمهوری اسلامی ایران بود.
او پیش از آن (در دوران جنگ) سمت‌های فرماندهی گردان ۸۲، معاونت عملیات پایگاه و فرمانده تیپ شکاری در پایگاه هشتم شکاری را داشته است. لازم است ذکر شود که پس از جنگ گرامی داشتی در شان ایشان برای این خلبان ارزنده میهن گرفته نشد.

## درگذشت
زندی در تاریخ ۱۲ فروردین ۱۳۸۰ در سن ۴۹ سالگی مانند محمود اسکندری در یک حادثهٔ رانندگی به همراه همسرش، زهرا محب شاهدین، در تهران درگذشت. پیکر هر دو آن‌ها در آرامستان بهشت زهرا قطعه ۶۶، ردیف ۱۳۷، شماره ۵۰ به خاک سپرده شد.

## جایزه‌ها و نشان‌های افتخار
وی در سال ۱۳۶۹ پس از جنگ هشت ساله ایران و عراق موفق به کسب نشان درجه دو فتح (نقره) از رهبر ایران شد.
این بخش شامل نشان‌ها و جایزه‌های رسمی جلیل زندی است که بر روی یونیفرم او نصب می‌شود ولی جایزه‌های غیرنظامی و غیررسمی را دربر نخواهد گرفت.

## نگارخانه

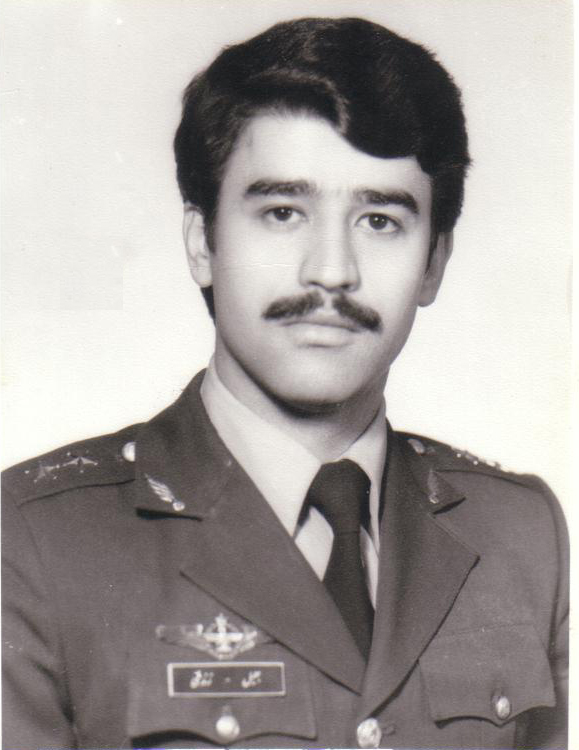
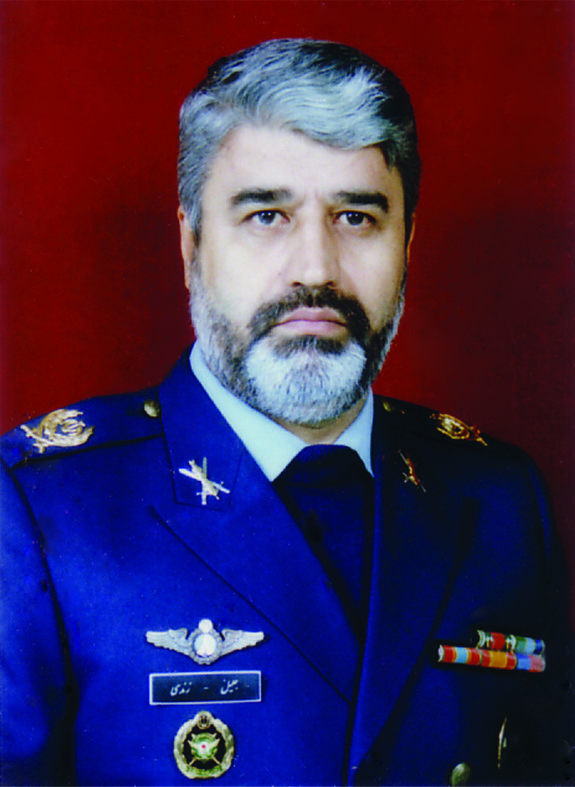

### آرم‌ها
| آرم‌های سینه             |     |
| خلبان F14               |     |
| دانشگاه فرماندهی و ستاد | آجا |

| آرم‌های بازو |
| نهاجا       |

### نوار نشان‌ها
|  |  |  |
|  |  |  |

### نام نشان‌ها
| دوره دافوس             | نشان فتح درجه دو |           |
| دوره دوم دانشگاه افسری | دوره مقدماتی     | دوره عالی |